# 200 Motels
200 Motels je americký film z roku 1971. Film režírovali Tony Palmer a Frank Zappa a produkovali Herb Cohen a Jerry D. Good. Soundtrack k filmu na LP vyšel v tomtéž roce a na CD vyšel až v roce 1997.